# Dorsey Island
Dorsey Island ist eine hauptsächlich vereiste und 20 km lange Insel inmitten des Wilkins-Schelfeises vor der Westküste der antarktischen Alexander-I.-Insel.
Entdeckt und grob kartiert wurde sie von Mitgliedern der East Base bei der United States Antarctic Service Expedition (1939–1941). Luftaufnahmen der US-amerikanischen Ronne Antarctic Research Expedition (1947–1948) dienten 1960 dem britischen Geographen Derek Searle vom Falkland Islands Dependencies Survey für eine detailliertere Kartierung. Eine Korrektur ihrer geografischen Position erfolgte anhand von Landsataufnahmen aus den Jahren von 1973 bis 1975 sowie von 1979. Namensgeber der Insel ist Herbert Grove Dorsey Jr. (1912–1977), Meteorologe der United States Antarctic Service Expedition.